# Condado de Converse
El condado de Converse (en inglés: Converse County) fundado en 1888 es un condado en el estado estadounidense de Wyoming. En el 2010 el condado tenía una población de 13 833 habitantes en una densidad poblacional de una persona por km². La sede del condado es Douglas.

## Geografía
Según la Oficina del Censo, el condado tiene un área total de 11 046 km² (4264,9 mi²), de la cual 11 020 km² (4254,8 mi²) es tierra y 26 km² (10,0 mi²) (0.24%) es agua.

### Condados adyacentes
- Condado de Campbell - norte
- Condado de Weston - noreste
- Condado de Niobrara - este
- Condado de Platte - sureste
- Condado de Albany - sur
- Condado de Carbon - suroeste
- Condado de Natrona - oeste
- Condado de Johnson - noroeste

### Carreteras
- Interestatal 25
- U.S. Highway 18
- U.S. Highway 20
- U.S. Highway 26
- U.S. Highway 287
- Wyoming Highway 59

## Demografía
En el 2000 la renta per cápita promedia del condado era de $$39,603, y el ingreso promedio para una familia era de $45,905. En 2000 los hombres tenían un ingreso per cápita de $36,443 versus $19,032 para las mujeres. El ingreso per cápita para el condado era de $18,744. Alrededor del 11.60% de la población estaba bajo el umbral de pobreza nacional.

## Comunidades

### Ciudad
- Douglas

### Pueblos
- Glenrock
- Lost Springs
- Rolling Hills

### Lugares designados por el censo
- Esterbrook
- Orin

### Otras comunidades
- Bill
- Shawnee